# 暮蟬悲鳴時 祟殺篇
《暮蟬悲鳴時 祟殺篇》是由07th Expansion製作的《暮蟬悲鳴時》系列遊戲的第三作。

## 概要
本作和前兩作鬼隱篇和綿流篇之間並無時間的連續性，而是處在同一時間軸另行展開的故事。但是本作的劇情多於前兩作，到進入事件狀態為止的情節發展在3作品之中亦是最早的。
本作故事以在本篇時間段（昭和58年）3年以前死於事故的水壩計劃推進派夫婦的遺女北條沙都子為中心人物展開。本篇的反面角色是前原圭一。
作為「第肆章・祟殺篇」收錄在PS2版「祭」中；作為「第叁章・祟殺篇」收錄在DS版「絆・第一卷・祟」中。

## 故事簡介
時間是1983年（昭和58年）。圭一得知各種有關社團成員北條沙都子於逆境中堅強生活，以及她遭受回到村子的叔父鐵平虐待之事。沙都子的雙親3年前在旅行中死於事故，村民們謠傳沙都子雙親的死是「御社神大人的作祟」。此外對於沙都子來說最大的庇護人，她的哥哥北條悟史在1年前失踪。沙都子把叔父的虐待當作是對自己的考驗，一直默默忍受。而把一切看在眼裡的圭一則制定了一個拯救沙都子的計劃。
圭一想到只要把鐵平幹掉，便能使沙都子免受虐待。在綿流祭當日，圭一設計把鐵平引出，並用悟史的球棒將他擊斃，之後圭一把球棒和鐵平開的摩托車掉到鬼淵中，以及把鐵平的屍體埋在洞中。
回到學校，圭一與社團成員交談期間，各成員均一致指認圭一有參加綿流祭，使圭一懷疑當日殺死鐵平的事是幻覺。圭一折返埋屍現場，卻發現鐵平的屍體消失了。
其後圭一於神社發現梨花遇害，沙都子目睹手拿斧頭的圭一和死去的梨花，認定圭一被不明力量所操控、殺掉梨花，於索橋把圭一推落河中。
6月22日，「雛見澤大災難」發生，被沙都子推到河中的圭一被救出送醫。

## 出版書籍

### 漫畫
- 作畫：鈴木次郎、全2卷。

| 集數 | 史克威爾艾尼克斯 | 史克威爾艾尼克斯       | 青文出版社    | 青文出版社             | 玉皇朝        | 玉皇朝                |
| 集數 | 發售日期         | ISBN                   | 發售日期      | ISBN                   | 發售日期      | ISBN                  |
| ---- | ---------------- | ---------------------- | ------------- | ---------------------- | ------------- | --------------------- |
| 1    | 2005年12月22日   | ISBN 978-4-7575-1592-5 | 2007年4月3日  | ISBN 978-986-156-860-7 | 2007年1月24日 | ISBN 978-962-895115-4 |
| 2    | 2006年6月22日    | ISBN 978-4-7575-1712-7 | 2007年5月15日 | ISBN 978-986-156-889-8 | 2007年2月15日 | ISBN 978-962-895132-1 |

### 小說
- 著：龍騎士07，插圖：ともひ

暮蟬悲鳴之時 第三話～祟殺篇～
| 集數 | 講談社        | 講談社                 | 尖端出版社    | 尖端出版社             |
| 集數 | 發售日期      | ISBN                   | 發售日期      | ISBN                   |
| ---- | ------------- | ---------------------- | ------------- | ---------------------- |
| 上   | 2007年12月3日 | ISBN 978-4-06-283653-1 | 2011年8月13日 | ISBN 978-957-10-4593-1 |
| 下   | 2008年1月7日  | ISBN 978-4-06-283655-5 | 2011年9月16日 | ISBN 978-957-10-4629-7 |

文庫版
| 集數 | 星海社        | 星海社                 |
| 集數 | 發售日期      | ISBN                   |
| ---- | ------------- | ---------------------- |
| 上   | 2011年5月11日 | ISBN 978-4-06-138911-3 |
| 下   | 2011年6月10日 | ISBN 978-4-06-138913-7 |

## 動畫
動畫「暮蟬悲鳴時」第9～13話。  
- 第9話 祟殺篇 其之壹 兄
- 第10話 祟殺篇 其之貳 羈絆
- 第11話 祟殺篇 其之叁 境界
- 第12話 祟殺篇 其之肆 失物
- 第13話 祟殺篇 其之伍 謝罪

## 廣播劇CD
CD4枚。出版：HOBiRECORDS、代理：WAYUTA。配音人員和動畫版相同。
- 2006年6月28日發行

## 外部連結
- アニメ公式サイト：「祟殺し編」 （页面存档备份，存于）
- 小説版「祟殺し編」 | 星海社文庫 『ひぐらしのなく頃に』 | 最前線 （页面存档备份，存于）